# Františka Borecká-Schöpfová
Františka Borecká-Schöpfová (3. října 1862 Praha – 19. října 1946 tamtéž) byla česká tanečnice, sólistka baletu Národního divadla v Praze, manželka básníka, kritika a knihovníka Jaromíra Boreckého. Se vznikem Národního divadla se posléze stala první sólistkou tanečního a baletního souboru, s nástupem moderního baletu tak de facto první primabalerínou divadla.

## Život

### Mládí
Narodila se roku 1862 v Praze. Od dětství se objevovala v tanečních sborech a malých rolích, mj. na scéně Prozatímního divadla. Tanec studovala u tanečního mistryně Stavovského divadla Johanny Belkeové, posléze u tanečnice Marie Hentzové a Václava Reisingera, kteří působili v Prozatímním divadle. Roku 1878 se stala členkou zdejšího baletního souboru, kde debutovala v patnácti letech rolí v operetě Indická princezna. V následujících sezónách ji choreograf souboru Václav Reisinger svěřil několik titulních rolí. Tanečně účinkovala též ve velkých výpravách operet a oper.

### Sólistkou baletu
Po vzniku Národního divadla roku 1881, respektive po jeho znovuobnovení roku 1883, přešla s celým souborem na novou scénu. Zde působila nejzdatnější ze tří sólistek baletního souboru. Často jí byly svěřovány hlavní role a působila tak de facto jako primabalerína souboru. Tento titul pro hlavní sólistku baletu se však začal používat až na přelomu století. Představila se mj. v baletu Karla Kovařovice Hašiš v Reisingerově choreografii, tedy v díle považovaném za první moderní český balet. Nedlouho poté převzal místo baletního mistra Augustin Berger, který Schöpfovou rovněž hojně obsazoval. V rámci svého účinkování v Labutím jezeře, uváděném v Národním divadle v letech 1888 až 1893 se osobně setkala s autorem díla Petrem Iljičem Čajkovským při jeho návštěvě Prahy. Za svou kariéru utrpěla několik úrazů a nehod, mj. pád z žebříku, po kterém se tři měsíce léčila s poraněnou krční páteří, rovněž se jí před příchodem na scénu vznítil od plynových lamp v divadle hořlavý umělý kostým. Potýkala se rovněž s psychickými problémy.
Svou profesionální kariéru zakončila 3. dubna 1899 rolí furiantky ve Smetanově opeře Prodaná nevěsta. Následně se věnovala pedagogické činnosti a výuce tance, v letech 1919 až 1933 působila na pražské konzervatoři.
První českou primabalerínou v pravém slova smyslu se pak roku 1909 stala tanečnice Anna Korecká.

### Úmrtí
Františka Borecká-Schöpfová zemřela 19. října 1946 v Praze a byla pohřbena na Olšanských hřbitovech.
Provdala se roku 1894 za básníka, kritika a knihovníka Jaromíra Boreckého, následně pak používala zdvojené příjmení Borecká-Schöpfová. Jejich syn Miloš Borecký se stal knihovníkem a orientalistou (íranistou), po únoru 1948 žil v Íránu, později ve Spojených státech. Jejím vnukem byl psycholog a filozof Vladimír Borecký.

## Role (výběr)
- Narcis, Hašiš (1884)